# 前297年
| 千纪： | 前1千纪 |
| 世纪： | 前4世纪 \| 前3世纪 \| 前2世纪 |
| 年代： | 前320年代 \| 前310年代 \| 前300年代 \| 前290年代 \| 前280年代 \| 前270年代 \| 前260年代                                                                         |
| 年份： | 前302年 \| 前301年 \| 前300年 \| 前299年 \| 前298年 \| 前297年 \| 前296年 \| 前295年 \| 前294年 \| 前293年 \| 前292年                                           |
| 纪年： | 周赧王十八年 魯後文公六年 齊湣王四年 趙惠文王二年 魏襄王二十二年 韓襄王十五年 秦昭襄王十年 楚頃襄王二年 宋康王三十二年 衛嗣君三十八年 燕昭王十七年 中山王尚二年 |

## 大事记
- 楚懷王奔趙，趙以主父在外不敢納。懷王奔大梁，中途為秦兵所獲，再被押回咸陽。
- 魯平公薨，子魯湣公賈立。
- 安提帕特王朝國王卡山德因水腫逝世，長子腓力四世也在即位不久後去世，卡山德的兩個兒子安提帕特一世及亞歷山大五世同時被立為國王，安提帕特王朝實際上被分成了兩部分：亞歷山大五世統治西部，安提帕特一世統治東部。

## 逝世
- 卡山德(前350—前297年)，馬其頓安提帕特王朝國王。
- 腓力四世，馬其頓安提帕特王朝國王，卡山德之子。